# Campionati italiani assoluti di scherma del 1986
I Campionati italiani assoluti di scherma del 1986 sono stati organizzati dalla Federazione Italiana Scherma.
Nel fioretto, si sono aggiudicati i titoli dei campionati italiani Andrea Borella e Giovanna Trillini, entrambi al loro primo titolo.
Nella spada Andrea Bermond ha vinto tra gli uomini,  mentre nella prova sperimentale della competizione femminile c'è stato il successo della Gardini.
Nella sciabola Giovanni Scalzo ha vinto il suo primo titolo nazionale maschile.
Nei campionati italiani a squadre maschili il Gruppo Sportivo Fiamme Oro ha vinto sia nel fioretto che nella sciabola, mentre il Centro Sportivo Carabinieri ha vinto nella spada.
Il campionato italiano di fioretto a squadre femminili è andato al Club Scherma Roma.

## Podi

### Uomini
| Specialità  | Oro                            | Argento                  | Bronzo |
| Individuali |                                |                          |        |
| Fioretto    | Andrea Borella                 | -                        | -      |
| Spada       | Andrea Bermond                 | -                        | -      |
| Sciabola    | Giovanni Scalzo                | -                        | -      |
| A squadre   |                                |                          |        |
| Fioretto    | Fiamme Oro -                   | Carabinieri Mauro Numa - | -      |
| Spada       | Carabinieri Andrea Bermond -   | -                        | -      |
| Sciabola    | Fiamme Oro Massimo Cavaliere - | -                        | -      |

### Donne
| Specialità  | Oro                 | Argento | Bronzo |
| Individuali |                     |         |        |
| Fioretto    | Giovanna Trillini   | -       | -      |
| Spada       | Gardini             | -       | -      |
| A squadre   |                     |         |        |
| Fioretto    | Club Scherma Roma - | -       | -      |